# Seiji Honda
Seiji Honda (jap. 本田 征治, Honda Seiji; * 25. Februar 1976 in der Präfektur Tokushima) ist ein ehemaliger japanischer Fußballspieler.

## Karriere

### Verein
Seinen ersten Profivertrag bekam Honda 1995 bei dem japanischen Erstligisten Nagoya Grampus. In seinen neun Vertragsjahren stand er insgesamt nur in fünf Ligaspielen und mehreren Pokalspielen im Kader. Außerdem gewann er bei Nagoya 1995 den Kaiserpokal. Im Jahr 1999 wurde Honda an Bellmare Hiratsuka ausgeliehen, wo in 19 Spielen eingesetzt wurde.
Im Juli 2004 wechselte Honda zum Ligakonkurrenten Vissel Kōbe, die ihn in zweieinhalb Jahren 15 Mal spielen ließen.
Zum Jahresbeginn 2007 wurde Honda von Thespakusatsu Gunma in der J2 League verpflichtet. Dort hatte er mit 82 Spieleinsätzen den aktivsten Abschnitt seiner Spielerkarriere, die er Ende 2009 bei Gunma beendete.

### Nationalmannschaft
Mit der japanischen U-20 Nationalmannschaft qualifizierte er sich 1995 für die Junioren-Fußballweltmeisterschaft.

## Erfolge
- Kaiserpokal: 1995